# Lasiophila intercepta
Lasiophila intercepta är en fjärilsart som beskrevs av Otto Thieme 1906. Lasiophila intercepta ingår i släktet Lasiophila och familjen praktfjärilar. Inga underarter finns listade i Catalogue of Life.